# 사쿠라 아야네
사쿠라 아야네(일본어: 佐倉 綾音 さくら あやね[*], 1994년 1월 29일 ~ )는 도쿄도 출신의 일본의 성우이다. 아오니 프로덕션에 소속되어 있다. 대표작으로 "주문은 토끼입니까?"(호토 코코아) 등이 있다. 2022년 2월 1일부터 아오니 프로덕션으로 이적하였다.

## 인물
1994년 출생, 신장 157 cm, 혈액형은 B형. 가족 구성은 아버지, 어머니, 토이푸들 치코(암컷). 존경하는 여성은 아사노 마스미, 하나자와 카나, 히카사 요코, 모토카리야 유이카라고 한다. 또한 같은 사무소의 선배인 이시카와 모모코, 야하기 사유리와 사이가 좋고, 언니처럼 따르고 있다. 백합(GL)을 좋아한다,하나자와 카나를 아주 좋아한다고 한다. 가족의 이름과 이름이 어떻게 만들어졌는지 본인이 공개했다.

## 출연 작품

### TV 애니메이션
2010년 
- 오오카미 씨와 7명의 동료들（후타바）
- 내 여동생이 이렇게 귀여울 리가 없어（메이드、電撃妹[天上ミコト]）

2011년
- 그날 본 꽃의 이름을 우리는 아직 모른다（점원）
- 쥬얼펫 선샤인（낫치）
- SKET DANCE（여고생,리얼리티☆마지）
- 세이크리드 세븐（아야네）
- 도시락 전쟁（여학생A）
- 방랑소년（長澤、井沢、女子生徒A）
- 나는 친구가 적다（소라〈타카의 친구〉、여학생、여학생A）
- 마법소녀 마도카☆마기카（여자, 여학생）
- 꿈을 먹는 메리（메리 나이트 메어）
- 로큐브!（쿠이나 히지리）

 2012년 
- 이 중에 1명, 여동생이 있다!（칸나기 미야비）
- 기동전사 건담 AGE (레미 루스)
- 죠시라쿠 (부라테이 마리이)
- PSYCHO-PASS (시모츠키 미카)
- 프리티 리듬 디어 마이 퓨처 (오오루리 아야미)

 2013년 
- 러브라이브! (아야세 아리사)
- 비비드 레드 오퍼레이션（잇시키 아카네）
- 프리티 리듬 레인보우 라이브 (린네)
- 유정천 가족 (에비스가와 카이세)
- 러브라보 (에노모토 유이코)
- 논논비요리 (코시가야 나츠미)
- 도쿄 레이븐즈 (다이렌지 스즈카)

2014년
- 주문은 토끼입니까? (호토 코코아)
- 러브라이브! 2기 (아야세 아리사)
- 미확인으로 진행형 (카시마 나데시코)
- 4월은 너의 거짓말 (사와베 츠바키)
- 트리니티 세븐 (카자마 레비)

 2015년
- 성검사의 금주영창 (카티아 에스케브너 혼다)
- 총황무진 파프니르 (티어 라이트닝)
- 밀리터리! (하루카)
- 하이스쿨 DxD BorN (개스퍼 블러디)
- 역시 내 청춘 러브코메디는 잘못됐다. 속 (잇시키 이로하)
- 니세코이: (오노데라 하루)
- 논논비요리 리피트 (코시가야 나츠미)
- Charlotte (토모리 나오)
- 주문은 토끼입니까?? (호토 코코아)

 2016년
- 마법소녀 육성계획 (라 퓌셀)
- 나의 히어로 아카데미아 (우라라카 오챠코)

2017년
- 보석의 나라 (볼츠)
- 신칸센 변형로보 신카리온 THE ANIMATION (하야스기 하야토)

2018년
- 도쿄 구울:re (요네바야시 사이코)
- 기숙학교의 줄리엣 (코마이 하스키)

2019년
- 뱅 드림! 세컨드 시즌 (미타케 란)

2020년
- 뱅 드림! 3rd Season (미타케 란)
- 신 사쿠라 대전 the Animation (아마미야 사쿠라)
- 라피스 리라이츠 (유즈리하)

2020년
- 진격의 거인 파이널 1쿨 - 가비 브라운

2022년
- 진격의 거인 파이널 2쿨 - 가비 브라운

### 극장 애니메이션
- 초극장판 케로로 중사 탄생! 궁극의 케로로, 기적의 시공섬 입니다!!
- 반딧불의 숲으로 (타케가와 호타루)
- 극장판 어떤 마술의 금서목록 엔듀미온의 기적 (레디리 탱글로드)
- 유리의 꽃과 부수는 세계 (도로시)
- 극장판 셀렉터: 디스트럭티드 위크로스 (쿠레바야시 유즈키)
- 아오 오니 (미즈키 카린)
- 주문은 토끼입니까?? ~디어 마이 시스터~ (코코아)
- 극장판 트리니티 세븐: 유구도서관과 연금술소녀
- 나의 히어로 아카데미아 더 무비: 두 명의 히어로
- 극장판 논노비요리 베케이션
- 나팔꽃과 카세씨
- 극장판 트리니티 세븐 -천공도서관과 진홍의 마왕-
- 프로메어
- 그리자이아: 팬텀 트리거 01. 소드 (토우가)
- 그리자이아: 팬텀 트리거 02. 소울 스피드 (토우가)
- 걸즈 앤 판처 최종장 제1화
- 사이코패스 시너스 오브 더 시스템 케이스 1: 죄와 벌
- 뱅드림! 필름 라이브 (미타케 란)
- 프로메어 (아이나 아르데비트)
- 사랑하고 사랑받고, 차고 차이고 (오카자키)
- 극장판 시로바코
- 극장판 SPY×FAMILY CODE: White (실비아 프로스트 / 밤의 장막)
- 기동전사 건담 SEED FREEDOM (토야 마시마)
- 시도니아의 기사 : 사랑을 잣는 별 (쿠나토 모즈쿠)
- 진격의 거인 더 라스트 어택 (가비)
- 배트맨 닌자 대 야쿠자 리그 (그린 랜턴)

### 게임
- 아이돌을 만들자（소야 사키）
- 엠블렘! - EMBLEM SAGA -（사강）
- 스틸 크로니클 (엘레나 자하로후)
- PhaseD 시리즈（이치시 렌）
- 미라쥬메모리얼 (에드워드티치)
  - PhaseD 청초의장
  - PhaseD 백영의장
  - PhaseD 흑성의장
- 로큐브!（쿠이나 히지리）
- 괴리성 밀리언 아서 (도적 아서)
- 뱅 드림! 걸즈 밴드 파티 (미타케 란 )
- 벽람항로 (프린츠•오이겐)
- Sdorica-sunset (리,묘안)
- 하얀고양이 프로젝트 (리네아 실베스트리)
- 신 사쿠라 대전 (아마미야 사쿠라)
- 붕괴3（야에 사쿠라）